# تليليت (إمسوان)
تليليت هي إحدى مشيخات المملكة المغربية، تتبع جغرافيا لعمالة أكادير إدا وتنان وإداريًا لإمسوان. يقدر عدد سكانها بـ 2857 نسمة حسب الإحصاء الرسمي للسكان والسكنى لسنة 2004.